# M.2
Pour les articles homonymes, voir M2.

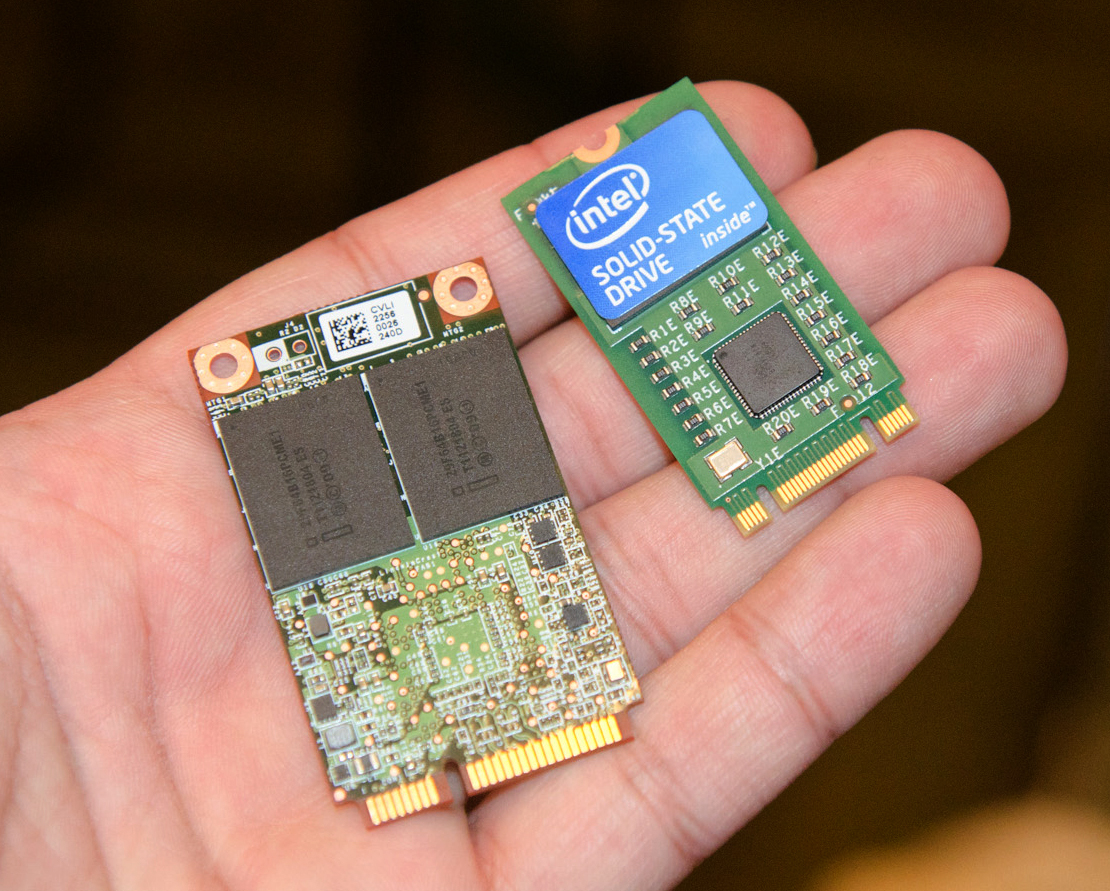
Exemple de SSD mSATA (à gauche) et de carte SSD M.2 2242 (à droite).

Connecteur B et connecteur M
Clé B et clé M
Clé B&M

Le M.2, également connu sous le sigle de NGFF (pour Next Generation Form Factor), est un connecteur lancé depuis environ 2013 permettant de brancher sur une carte mère différentes sortes de cartes filles, telles que des cartes Wi-Fi, WWAN, USB, PCIe, ou des SSD de petit format basés sur la norme SATA (la dernière génération de SSD M.2 se connecte directement en PCIe afin de permettre des débits plus élevés. D'où la présence sur certaines cartes mères de ports distincts M.2 SATA et M.2 PCIe ou Ultra M.2). Sa conception est destinée aux appareils mobiles tels que les ultrabooks, les tablettes et les Mini PC.
Ce format est une amélioration du mSATA, différent de NVMe.
Cependant, les différents types de connecteurs peuvent également accepter différent type de périphériques, pas forcément compatibles avec l'hôte, il convient donc de vérifier par exemple le type de SSD (SATA ou PCIe) ainsi que la longueur:
- Key A : 2x PCI Express x1, USB 2.0, I2C ou Display Port x4
- Key B : PCI Express x2, S-ATA, USB 2.0/3.0 (avec HSIC/SSIC), I2C ou Audio
- Key E : 2x PCI Express x1,USB 2.0, SDIO, UART et PCM
- Key M : PCI Express x4 ou S-ATA